# Clareira

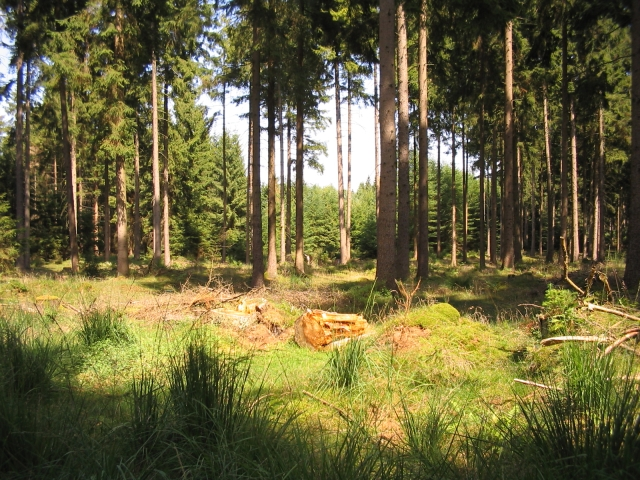
Clareira numa floresta de abetos

Clareira, às vezes também referida como claro, clarão ou clara, é uma área com pouca ou nenhuma cobertura vegetal localizada dentro de uma floresta ou bosque. Em geral, são áreas onde há presença de gramíneas ou alguma vegetação arbustiva exposta à luz solar durante todo o ano. Podem existir por razões naturais ou pela ação do homem (queimadas naturais ou provocadas, desmatamento localizado, avalanches, solo estéril, pântanos etc.).
As clareiras são áreas muito importantes sobretudo para animais herbívoros, que as utilizam como celeiro ou para ter contato com a luz do sol. Em florestas como a Amazônia, indígenas nômades firmam suas habitações temporárias em clareiras, enquanto nas do Congo animais buscam alimentos, sais minerais e água.

## Funções
As clareiras naturais são consideradas as principais responsáveis pela renovação de florestas tropicais e parecem contribuir para a diversidade florística das mesmas. Isto está conectado às condições ambientais especiais que as mesmas apresentam, principalmente no que diz respeito à maior intensidade luminosa. As grandes clareiras são responsáveis pela permanência das espécies tipicamente pioneiras, heliófitas, no interior das florestas, ampliando sua diversidade florística.